# Eberhardt Illmer
Eberhardt Illmer est un footballeur allemand né le 30 janvier 1888 et mort le 26 décembre 1955. Il évolue au poste de gardien de but.

## Biographie
Joueur de l'AS Strasbourg, Eberhardt Illmer comptabilise une sélection en équipe d'Allemagne lors de l'année 1909.